# Ichav kozak za Doenaj
Ichav kozak za Doenaj (Oekraïens: Їхав козак за Дунай), in het Nederlands "Een kozak reed naar de Donau", is een van de beroemdste Oekraïense volksliederen, geschreven door Semen Klymovsky (Семен Климовський). 

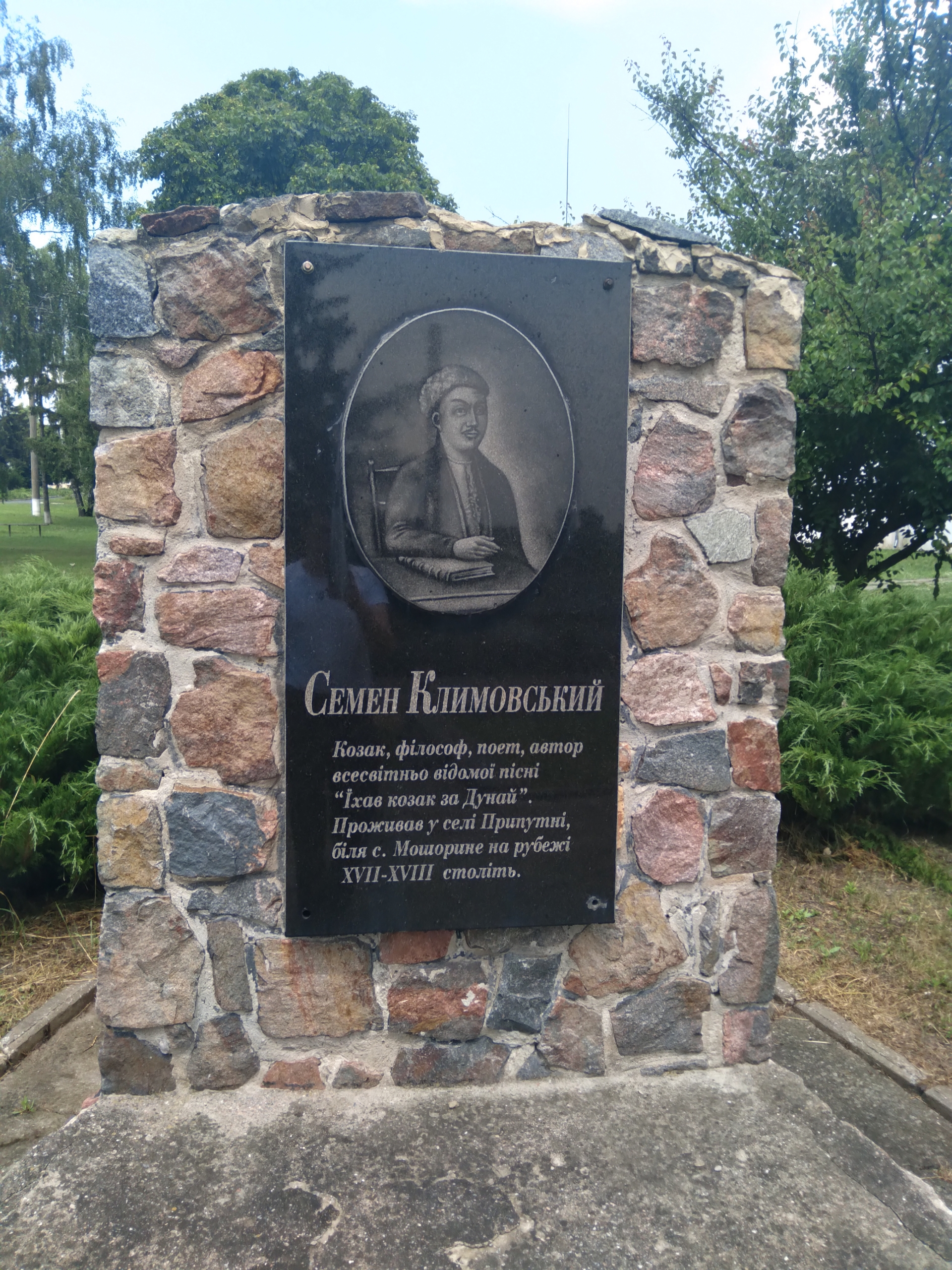
een monument voor de auteur van het lied, Semen Klymovsky, in het dorp Moshoryne, waar hij stierf

Onder de benaming Schöne Minka (vertaald door Christoph August Tiedge) werd het ook in Duitsland erg populair.

## Oekraïense tekst
Їхав козак за Дунай,
Сказав: — Дівчино, прощай!
Ти, конику вороненький,
Неси та гуляй!

— Постій, постій, козаче,
Твоя дівчина плаче,
Як ти мене покидаєш, —
Тільки подумай!

— Білих ручок не ламай,
Ясних очей не стирай,
Мене з війни зі славою
К собі ожидай!

— Не хочу я нічого
Тільки тебе одного,
Ти будь здоров, мій миленький,
А все пропадай!

## Schöne Minka
1. Schöne Minka, ich muß scheiden, ach du fühlest nicht die Leiden,
fern auf freudelosen Heiden, fern zu sein von dir!
Finster wird der Tag mir scheinen, einsam werd ich gehn und weinen;
auf den Bergen, in den Hainen ruf ich, Minka, dir.

2. Nie werd ich von dir mich wenden; mit den Lippen, mit den Händen
werd ich Grüße zu dir senden von entfernten Höhn.
Mancher Mond wird noch vergehen, ehe wir uns wiedersehen;
ach, vernimm mein letztes Flehen: bleib mir treu und schön!

3. Du, mein Olis, mich verlassen? Meine Wange wird erblassen;
alle Freuden werd ich hassen, die sich freundlich nahn.
Ach, den Nächten und den Tagen werd ich meinen Kummer klagen;
alle Lüfte werd ich fragen, ob sie Olis sahn!

4. Tief verstummen meine Lieder, meine Augen schlag ich nieder;
aber seh ich dich einst wieder, dann wird’s anders sein.
Ob auch all die frischen Farben deiner Jugendblüte starben:
ja, mit Wunden und mit Narben bist du, Süßer mein!